# Tomoxena
Tomoxena is een geslacht van spinnen uit de  familie van de Theridiidae (kogelspinnen).

## Soorten
- Tomoxena alearia (Thorell, 1890)
- Tomoxena dives Simon, 1895
- Tomoxena flavomaculata Simon, 1895